# Lit-et-Mixe
Lit-et-Mixe – miejscowość i gmina we Francji, w regionie Nowa Akwitania, w departamencie Landy.
Według danych na rok 1990 gminę zamieszkiwało 1408 osób, a gęstość zaludnienia wynosiła 12 osób/km² (wśród 2290 gmin Akwitanii Lit-et-Mixe plasuje się na 302. miejscu pod względem liczby ludności, natomiast pod względem powierzchni na miejscu 22.).